# Беннок (Огайо)
Беннок (англ. Bannock) — переписна місцевість (CDP) в США, в окрузі Бельмонт штату Огайо. Населення — 159 осіб (2020).

## Географія
Беннок розташований за координатами 40°6′11″ пн. ш. 80°58′37″ зх. д. / 40.10306° пн. ш. 80.97694° зх. д. (40.102932, -80.977016).  За даними Бюро перепису населення США в 2010 році переписна місцевість мала площу 0,77 км², з яких 0,77 км² — суходіл та 0,00 км² — водойми.

## Демографія
Згідно з переписом 2010 року, у переписній місцевості мешкало 211 особа в 82 домогосподарствах у складі 62 родин. Густота населення становила 275 осіб/км².  Було 94 помешкання (123/км²).
Расовий склад населення:
| - 100,0 % — білих |

До двох чи більше рас належало 0,0 %. Частка іспаномовних становила 0,0 % від усіх жителів.
За віковим діапазоном населення розподілялося таким чином: 15,6 % — особи молодші 18 років, 70,7 % — особи у віці 18—64 років, 13,7 % — особи у віці 65 років та старші. Медіана віку мешканця становила 46,3 року. На 100 осіб жіночої статі у переписній місцевості припадало 111,0 чоловіків;  на 100 жінок у віці від 18 років та старших — 102,3 чоловіків також старших 18 років.
Середній дохід на одне домашнє господарство  становив 79 563 долари США (медіана — 83 625), а середній дохід на одну сім'ю — 84 637 доларів (медіана — 84 375). За межею бідності перебувало 2,4 % осіб, у тому числі 0,0 % дітей у віці до 18 років та 0,0 % осіб у віці 65 років та старших.
Цивільне працевлаштоване населення становило 173 особи. Основні галузі зайнятості: освіта, охорона здоров'я та соціальна допомога — 48,6 %, публічна адміністрація — 17,3 %, фінанси, страхування та нерухомість — 14,5 %.